# TT167
La tombe thébaine TT 167 est située à Dra Abou el-Naga, dans la nécropole thébaine, sur la rive ouest du Nil, face à Louxor en Égypte.
C'est la sépulture d'un inconnu, datant de la fin de la XVIIe, début de la XVIIIe dynastie.